# Ekateríni Márkou
Ekateríni Márkou (en grec Αικατερίνη Μάρκου), née à Perivolaki en Grèce, est une femme politique grecque.

## Biographie
Aux élections législatives grecques de janvier 2015, elle est élue députée au Parlement grec sur la liste de La Rivière dans la deuxième circonscription de Thessalonique.